# Barsvörösvár
Barsvörösvár (szlovákul Červený Hrádok, korábban Verešvár) község Szlovákiában, a Nyitrai kerület Aranyosmaróti járásában.

## Fekvése
Aranyosmaróttól 10 km-re délre, a Širočina-patak mellett fekszik.

## Élővilága
2024-ben a templom közelében építettek fészket a gólyák, melyben 1 fiókát neveltek.

## Története
Területén már az őskorban is laktak emberek. Ezt bizonyítják az itt előkerült ősi cseréptöredékek. A községet 1386-ban "Verusuar" alakban említik először. 1397-ben Veresaur néven említik. Története során többször cserélt gazdát. Előbb a gímesi váruradalom része volt, majd a Forgáchoké. 1599-ben a törökök fosztották ki, 7 embert megöltek, 21 személyt fogságba hurcoltak. 1601-ben 26 háza volt. 1652-ben lakói hősies küzdelem után elűzték a támadó török sereget. A 17. században a falu árulás következményeként a kincstárra szállt. A Rákóczi-szabadságharc leverése után a Bacskády, Beliczay, Gaál, Majthényi, Tajnay és Révay családok birtoka. 1714-ben 45 család élt itt. 1812-ben 240 lakosa volt. 1828-ban 43 háza és 290 lakosa volt, akik főként mezőgazdasággal foglalkoztak.
Vályi András szerint "VERESVÁR. Tót falu Bars Várm. földes Urai több Urak, lakosai katolikusok, fekszik Nevedhez nem meszsze, és annak filiája; határja ollyan, mint Kis Veszekényé."
Fényes Elek szerint "Vörösvár, Bars m. német falu, Néved fil. 319 kath. lak. Mind földje mind rétje hasznos. Erdeje is van. F. u. h. Eszterházy sat. Ut. p. Verebély."
A trianoni békeszerződésig Bars vármegye Verebélyi járásához tartozott. 1974-ben Kis- és Nagyvezekénnyel egyesítették, 1990 óta újra önálló község.

## Népessége
| Év:            | 1994. | 2004.   | 2014.   | 2024.   |
| -------------- | ----- | ------- | ------- | ------- |
| Emberek száma: | 425   | 435     | 407     | 442     |
| Eltérés:       |       | +2,35 % | -6,43 % | +8,59 % |

| Év:            | 2023. | 2024.   |
| -------------- | ----- | ------- |
| Emberek száma: | 443   | 442     |
| Eltérés:       |       | -0,22 % |

1880-ban 347 lakosából 293 szlovák 14 magyar anyanyelvű volt.
1890-ben 383 lakosából 371 szlovák 2 magyar anyanyelvű volt.
1900-ban 399 lakosából 381 szlovák 12 magyar anyanyelvű volt.
1910-ben 470 lakosából 426 szlovák 44 magyar anyanyelvű volt.
1921-ben 500 lakosából mind csehszlovák volt.
1930-ban 534 lakosából mind csehszlovák volt.
1991-ben 446 lakosából 445 szlovák volt.
2001-ben 414 lakosából 408 szlovák volt.
2011-ben 411 lakosából 403 szlovák volt.

## Nevezetességei

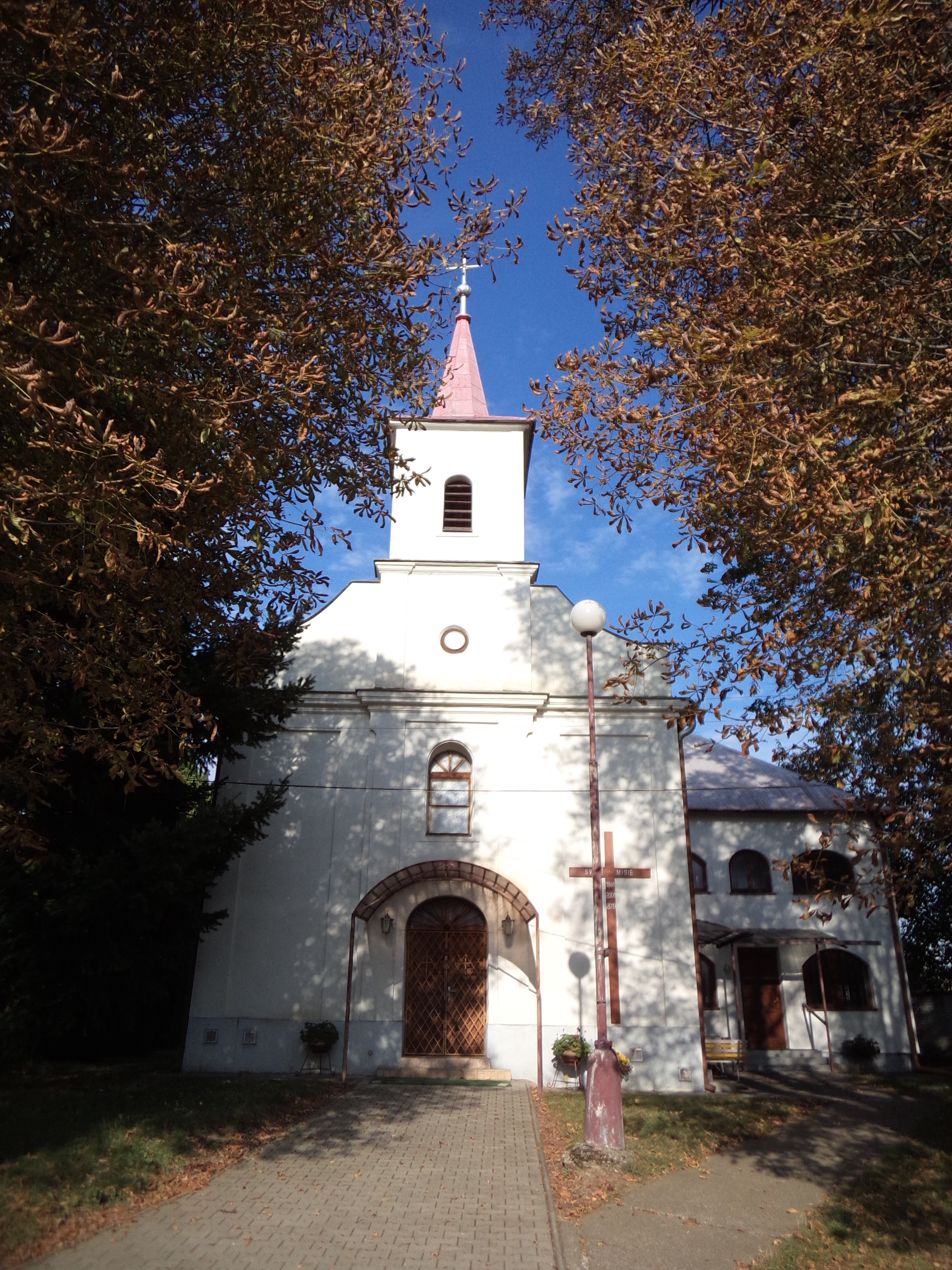
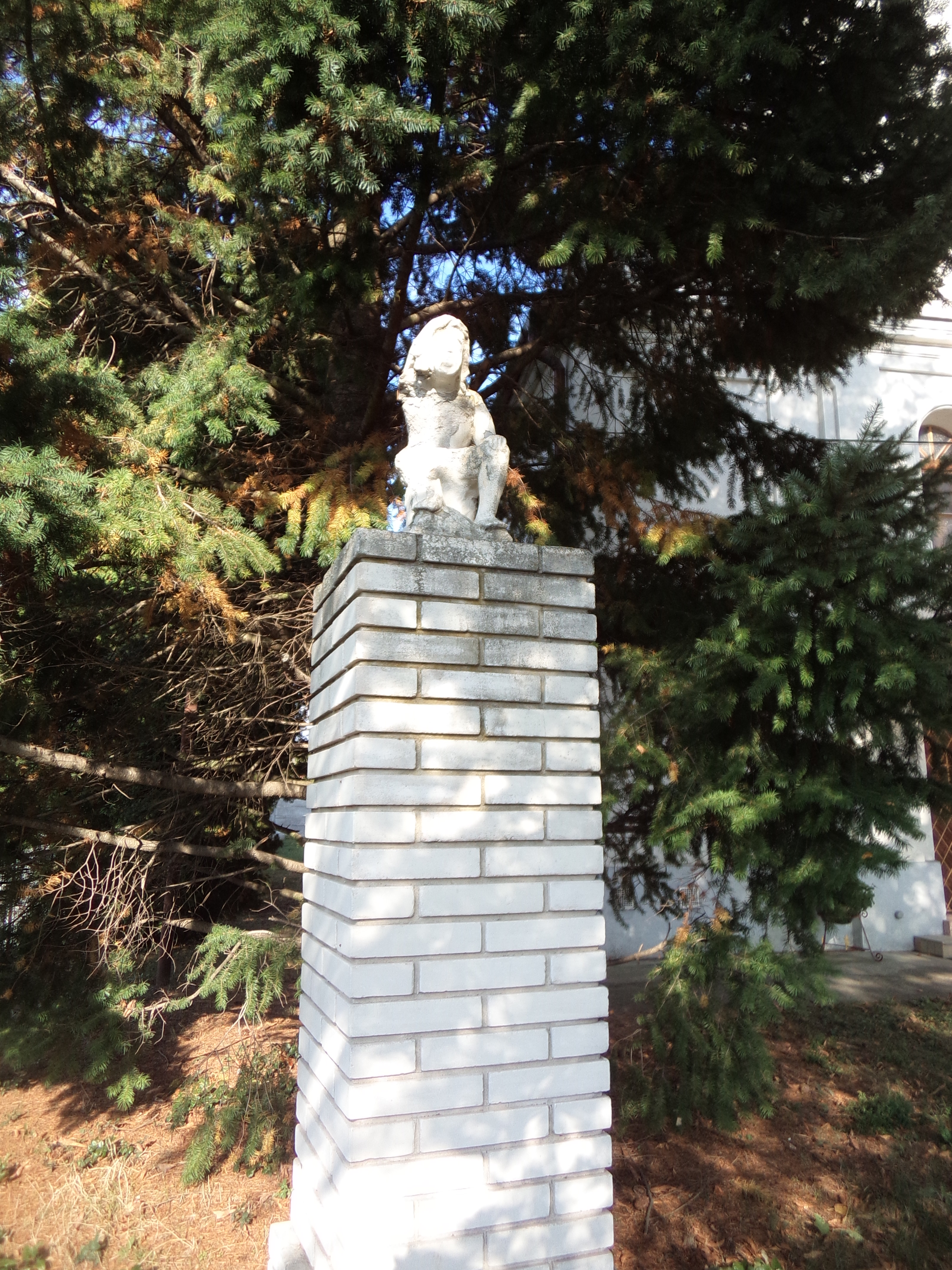
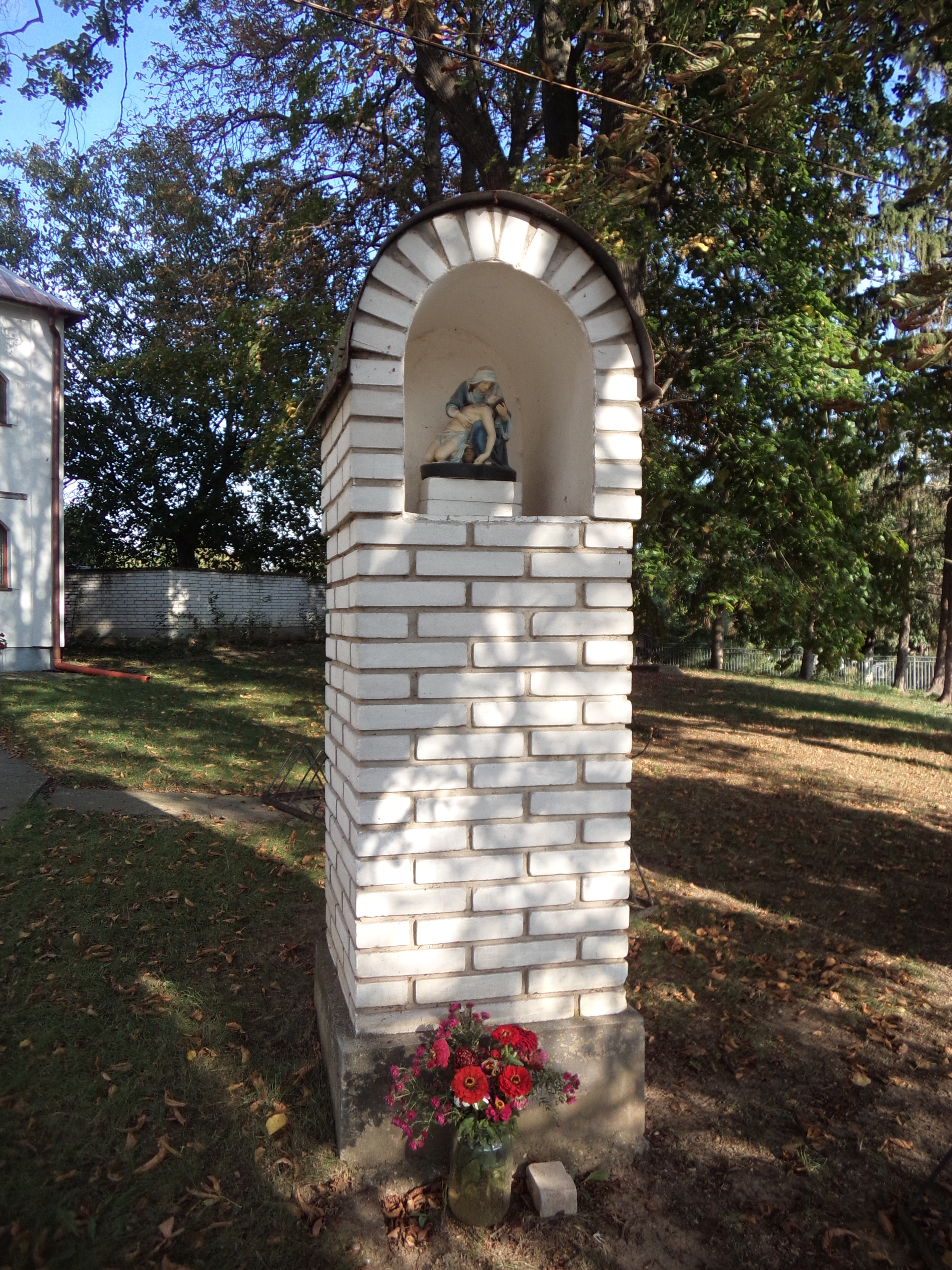
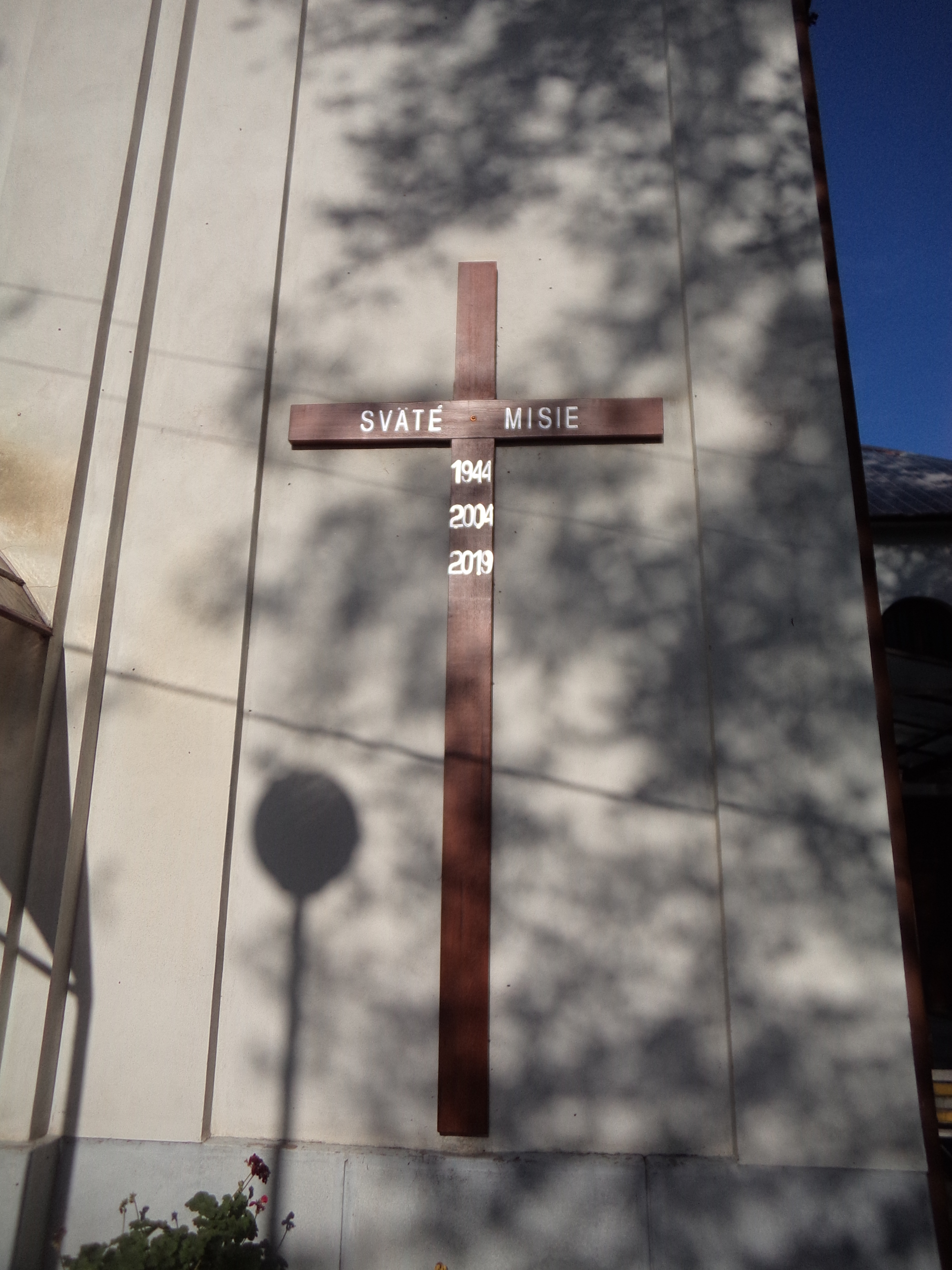
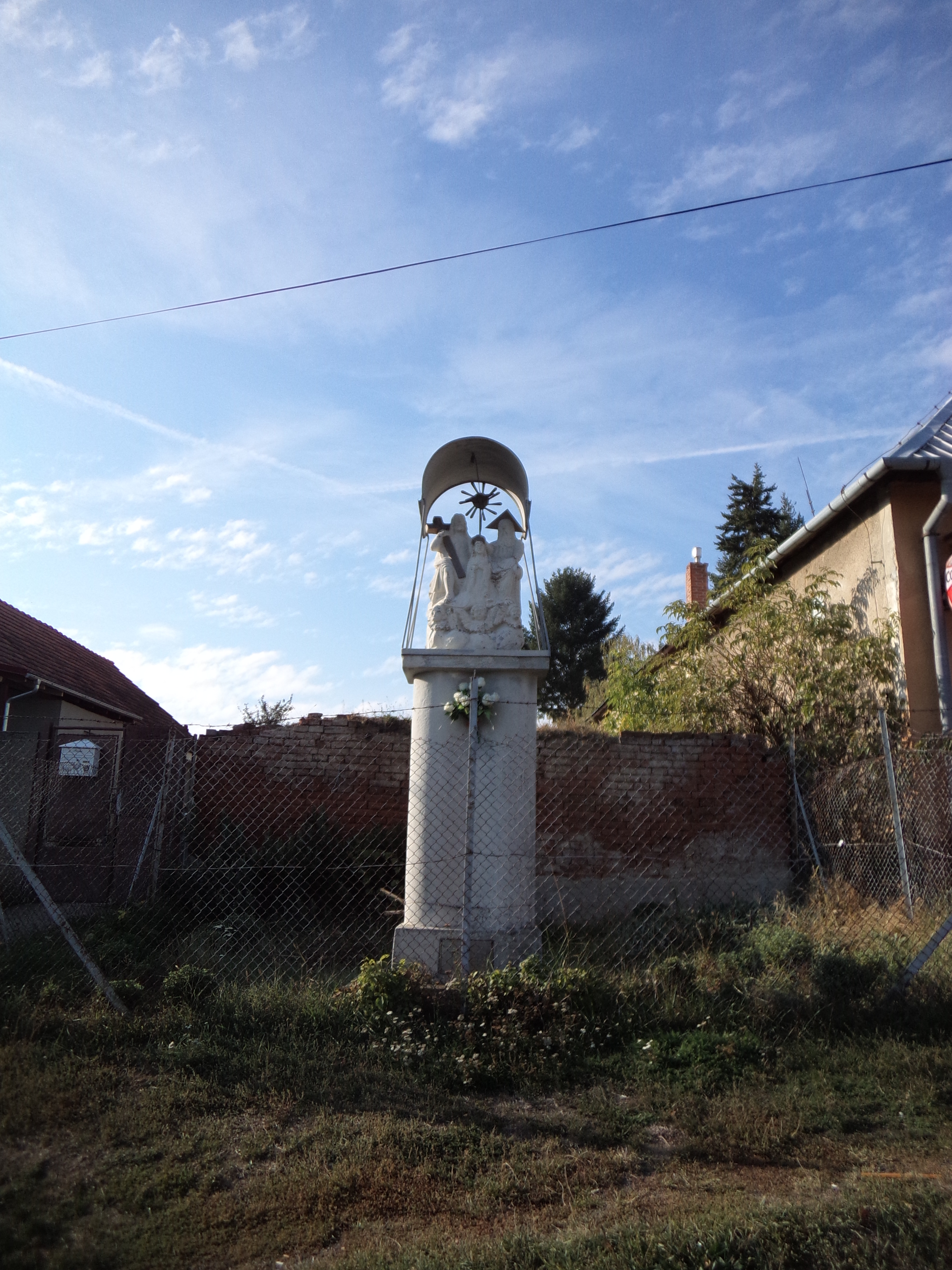
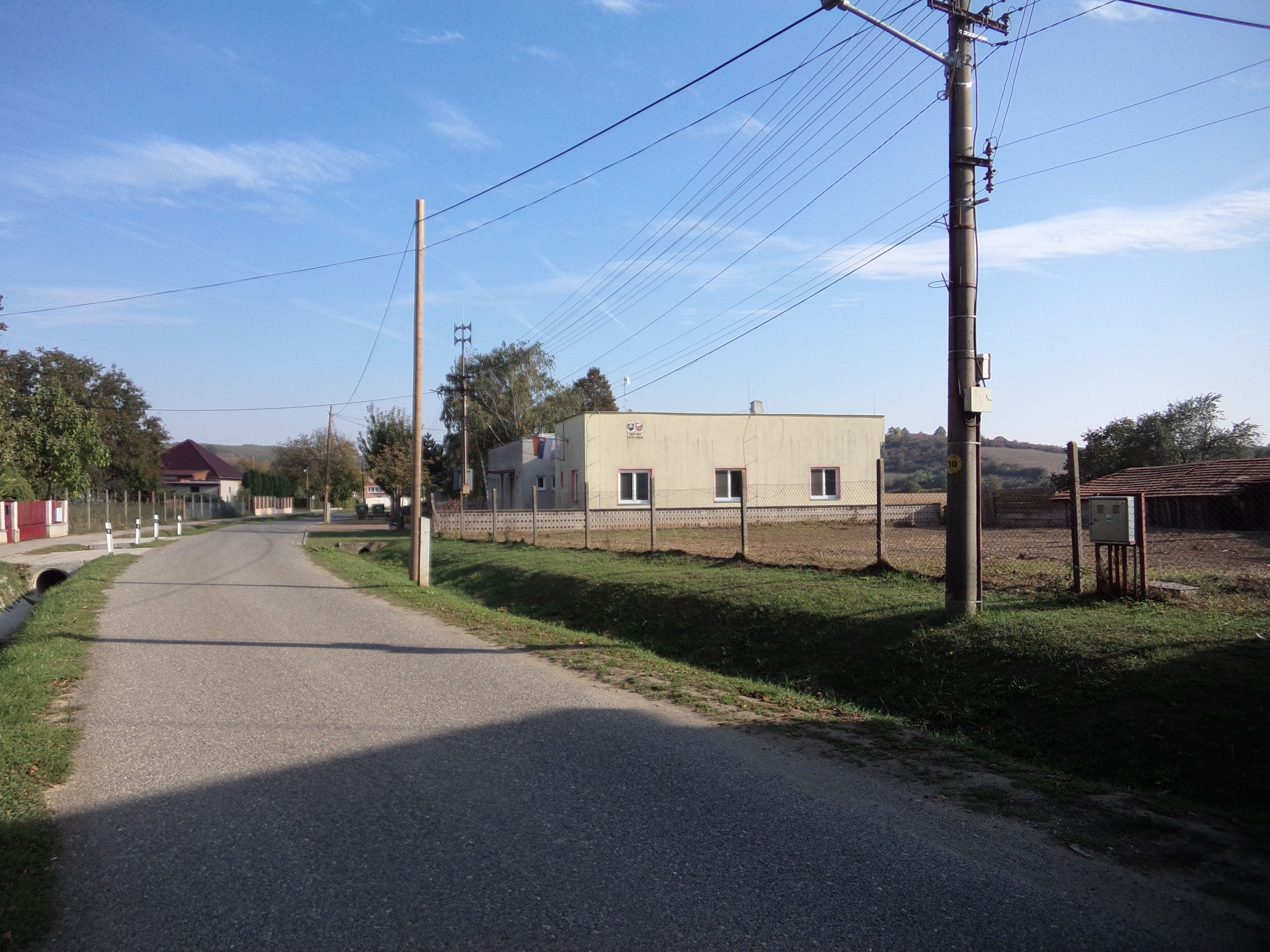

- Szent György tiszteletére szentelt római katolikus temploma 1902-ben épült.
- A falu feletti Stávka-dombon téglából épített vár és őrtorony maradványai találhatók. A vár egy török támadás következtében pusztult el.

## Neves személyek
- Itt született Maróti Géza építész, iparművész.